# 科爾米利恰
48°51′8″N 26°23′47″E / 48.85222°N 26.39639°E
科爾米利恰（烏克蘭語：Кормильча），是烏克蘭西部的村莊，隸屬赫梅利尼茨基州的卡緬涅茨-波多利斯基區。該村始建於1402年，面積2.64平方公里，海拔高度228米，2001年人口799，人口密度每平方公里302.3人。